# Šiauliai
Šiauliai (szamogit: Šiaulē; német: Schaulen) Litvánia negyedik legnagyobb és legnépesebb városa, 101 514 lakossal. 1994 és 2010 között Šiauliai megye központja volt.

## A név eredete
A várost különböző nyelveken különböző neveken emlegetik: szamogit Šiaulē, lett Saule (régi) és Šauļi (modern), német Schaulen, lengyel Szawle, orosz Шавли (Savli – régi) és Шяуля́й (Sjauljai – modern), jiddis שאַװל.

## Története

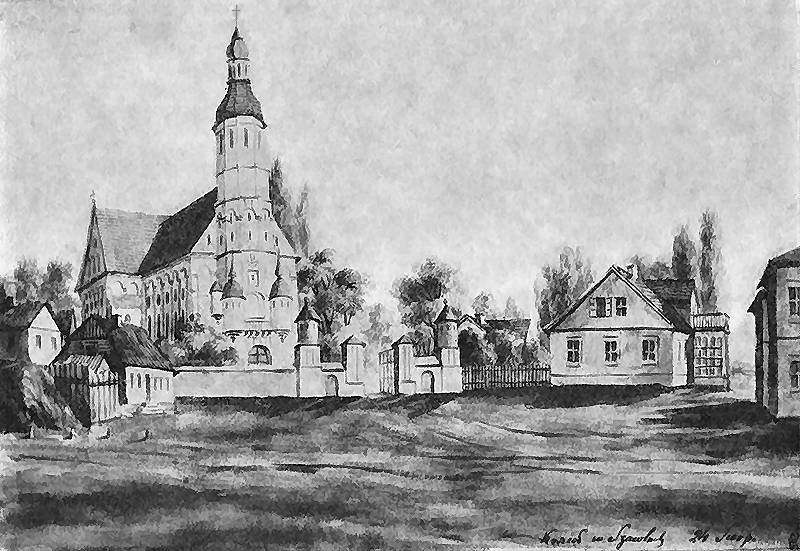
A Šiauliai templom a 19. században

A várost az írásos források először Soule néven említik a livóniai rendi krónikákban, amelyek a saulei csatát írják le. Így a város alapításának dátumát ma már 1236. szeptember 22-nek tekintik, amikor is a csata zajlott, nem messze a településtől. Eleinte a Német Lovagrend és a Livóniai Lovagrend portyái elleni védelmi állásként működött. Az 1410-es grünwaldi csata után a portyázások megszűntek, és Šiauliai egy mezőgazdasági településként kezdett fejlődni. 1445-ben építettek egy fatemplomot. Helyére 1625-ben épült fel az a téglatemplom, amely ma is látható a városközpontban.
Šiauliai a 16. században kapta meg a magdeburgi jogot, amikor is a terület közigazgatási központjává vált. A 16-18. században azonban a várost elpusztította a Deluge és a bubópestis járványok.
A város újjászületése Antoni Tyzenhaus érdeme, aki az észak-litvániai koronabirtokok parasztjainak erőszakos felkelése után radikális gazdasági és városi reformokat indított el. Úgy döntött, hogy a várost a klasszicizmus eszméi szerint építi újjá: a házak eleinte véletlenszerűen, sugárirányban épültek, de Tyzenhaus úgy döntött, hogy a várost rendezett, téglalap alakú rácsra építi. Šiauliai jól fejlett várossá nőtte ki magát, számos kiemelkedő téglaépülettel. 1791-ben II. Szaniszló Ágost, a Lengyel–Litván Unió királya ismét megerősítette Šiauliai városi jogait, és címerrel ruházta fel, amely egy medvét, a szamogiták jelképét, a mindent látó szemet és egy vörös bikát, a Poniatowski család jelképét ábrázolta. A modern címer ennek a változatnak a mintájára készült.
Lengyelország felosztása után a város új címert kapott. Šiauliai növekedett, és fontos oktatási és kulturális központtá vált. Az infrastruktúra is gyorsan fejlődött: 1836 és 1858 között megépült a Rigát és Tilsitet összekötő út, 1871-ben pedig a Liepāját Romnyival összekötő vasútvonal. Šiauliai, amely fontos kereskedelmi útvonalak kereszteződésében feküdt, ipari városként kezdett fejlődni. Már 1897-ben Litvánia harmadik legnagyobb városa volt, mintegy 16 000 lakosával. A város demográfiája is megváltozott: 1909-ben a lakosok 56,4%-a zsidó volt. Šiauliai a bőriparáról volt ismert. Chaim Frenkel az Orosz Birodalom legnagyobb bőrgyárának tulajdonosa volt.

### Az első világháború és a független Litvánia

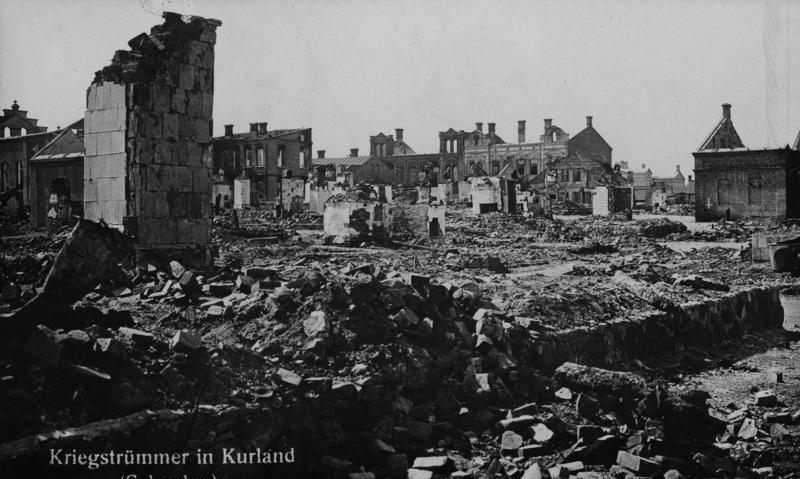
Šiauliai az első világháború után

Az első világháború alatt az épületek mintegy 85%-a leégett, és a városközpont elpusztult. A háború és Litvánia újjáalakulása után Šiauliai jelentősége megnőtt. Mielőtt Klaipėdát Litvániához csatolták volna, a város lakosságszámát tekintve Kaunas után a második helyen állt. 1929-re a városközpontot újjáépítették. Modern közművek is voltak: az utcákat kivilágították, volt tömegközlekedés, telefon- és távíróvonal, vízvezeték-hálózat és csatorna.
A függetlenség első évei nehezen teltek, mert az iparváros elvesztette oroszországi piacait. Új ügyfeleket kellett találnia Nyugat-Európában. 1932-ben vasútvonal épült Klaipėda felé, amely összekötötte a várost a nyugati piacokkal. 1938-ban a város állította elő a litván bőr 85%-át, a cipők 60%-át, a lenrost 75%-át és az édességek 35%-át. A kultúra is virágzott, mivel számos új folyóiratot nyomtattak, új iskolák és egyetemek nyíltak, könyvtárat, színházat, múzeumot és normáliskolát is nyitottak.

### Második világháború
1939-ben a város lakosságának egyötöde volt zsidó.  A német katonák 1941. június 26-án vonultak be Šiauliaiba. A Šiauliai zsidók első tömeggyilkosságát 1941. június 29-én követték el a Kužiai erdőben, mintegy 12 kilométerre a településtől. A város egyik zsidó túlélője, Nesse Godin szerint a megszállás első heteiben mintegy 700 embert lőttek le a közeli erdőkben, miután arra kényszerítették őket, hogy maguk ássák meg a sírjukat. 1941. július 29-én kezdődően és egész nyáron át a németek mintegy 8000 Šiauliai és a város környékén élő zsidót gyilkoltak meg a Kužiai erdőben. Százhuszonöt linkuvai zsidót is meggyilkoltak ott, valamint a kommunista párt és a kommunista ifjúság litván és orosz tagjait.
A Šiauliai gettót 1941 júliusában hozták létre. A településen két zsidó gettó volt, az egyik a Kaukas nevű külvárosban, a másik pedig Trakųban. A második világháború alatt a zsidó lakosság száma 8000-ről 500-ra csökkent. Az épületek mintegy 80%-a megsemmisült.

### Szovjet korszak

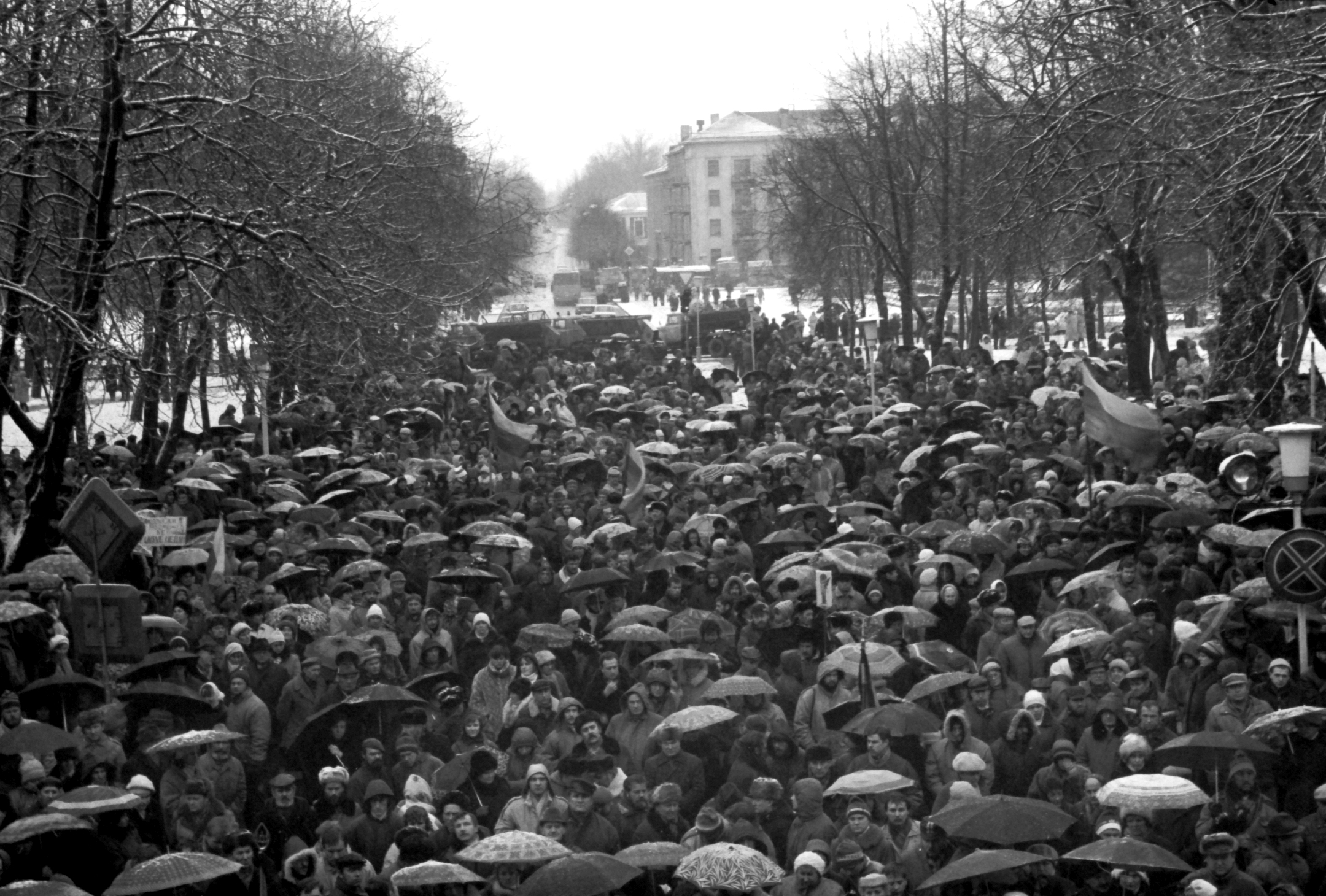
Šiauliai 1991. január 13-án, miután a szovjet hadsereg megölt békés litván személyt, mivel Litvánia kikiáltotta a függetlenségét (1990. március 11.).

A várost a későbbi szovjet megszállás évei alatt a szovjetekre jellemző módon nagyrészt újjáépítették.

### Polgármesterek
| - 1990–1991: Kazimieras Šavinis - 1991–1995: Arvydas Salda - 1995–2000: Alfredas Lankauskas - 2000–2002: Vida Stasiūnaitė - 2002–2003: Vaclovas Volkovas | - 2003–2007: Vytautas Juškus - 2007–2011: Genadijus Mikšys - 2011–2015: Justinas Sartauskas - 2015–jelen: Artūras Visockas |

## Földrajz
Šiauliai a kelet-szamogitiai fennsík keleti részén található. Vilnius 210 km, Kaunas 142 km, Klaipėda 161 km, Riga 128 km és Kalinyingrád 250 kilométerre van a várostól. Šiauliai teljes területe 81,13 km², amelyből 18,87 km² zöldterület és 12,78 km² vízfelület.
A Rėkyva tó vízszintje 129,8 méterre, a Talkša tó vízszintje 103 méterre, a városközpont 128,4 méterre, míg a Salduvės hegy 149,7 méterre van a tengerszint felett.

### Vízrajz
A település teljes vízfelülete 1280 hektár, amelyből 15,7% lakott területen található.

#### Tavak
- Rėkyva tó, 1179 hektár
- Talkša tó, 56,2 hektár
- Ginkūnai tó, 16,16 hektár

#### Folyó
- Kulpė
- Rūdė
- Vijolė
- Švedė
- Šimša
- Tilžė
- Šventupis

### Éghajlat
Šiauliai a mérsékelt öv alatt helyezkedik el, nedves kontinentális éghajlatú város. A januári átlaghőmérséklet −3 °C, míg a júliusi átlaghőmérséklet 19 °C. A csapadékmennyiség éves átlaga 620 mm, a legcsapadékosabb hónapok május, június és október.
1942-ben mérték a városban a legalacsonyabb litvániai évi középhőmérsékletet (+3,6 °C).
| Hónap                         | Jan.  | Feb.  | Már.  | Ápr.  | Máj. | Jún. | Júl. | Aug. | Szep. | Okt. | Nov.  | Dec.  | Év    |
| ----------------------------- | ----- | ----- | ----- | ----- | ---- | ---- | ---- | ---- | ----- | ---- | ----- | ----- | ----- |
| Rekord max. hőmérséklet (°C)  | 10,5  | 13,3  | 21,0  | 26,6  | 30,4 | 32,1 | 35,0 | 35,7 | 30,1  | 23,3 | 16,9  | 13,4  | 35,7  |
| Átlagos max. hőmérséklet (°C) | −0,4  | −0,1  | 4,7   | 12,4  | 17,9 | 21,2 | 23,6 | 22,9 | 17,3  | 10,7 | 4,5   | 0,8   | 11,4  |
| Átlaghőmérséklet (°C)         | −2,5  | −2,9  | 1,1   | 7,4   | 12,4 | 16,0 | 18,5 | 17,9 | 13,0  | 7,6  | 2,4   | −1,2  | 7,5   |
| Átlagos min. hőmérséklet (°C) | −4,9  | −5,7  | −2,5  | 2,3   | 6,8  | 10,8 | 13,4 | 12,8 | 8,7   | 4,3  | 0,4   | −3,2  | 3,7   |
| Rekord min. hőmérséklet (°C)  | −36,0 | −36,4 | −27,0 | −13,2 | −3,5 | 0,1  | 5,2  | 2,1  | −5,7  | −8,5 | −19,3 | −31,1 | −36,4 |
| Átl. csapadékmennyiség (mm)   | 44    | 35    | 36    | 33    | 54   | 71   | 78   | 69   | 54    | 72   | 52    | 45    | 644   |
| Havi napsütéses órák száma    | 37    | 65    | 125   | 176   | 263  | 277  | 261  | 243  | 166   | 100  | 42    | 29    | 1784  |
| Forrás: Météo Climat          |       |       |       |       |      |      |      |      |       |      |       |       |       |

## Népesség

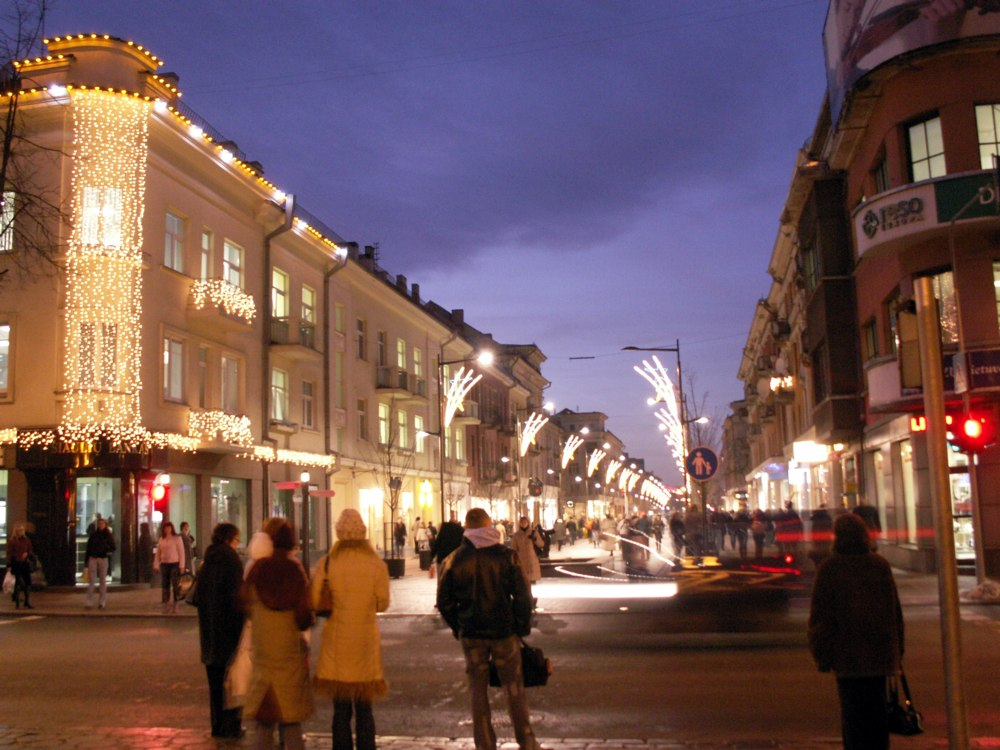
Gyalogos sétálóutca éjszaka

1795-ben 3700 ember élt Šiauliaiban, ami 1897-re 16 128-ra emelkedett, amikor is Kaunas után a harmadik legnépesebb város volt Litvániában. Šiauliai zsidó lakossága a tizenkilencedik század második felében folyamatosan nőtt, míg 1847-ben 2565 zsidó élt a városban, a század végére mintegy 7000 fő élt már itt. Az első világháború kitörésekor a város lakosai közül 12 000 zsidó volt, így Šiauliai többsége zsidó volt. Az első világháború idején Šiauliai egy csatatér volt, és lakosainak ezrei menekültek el, akik soha többé nem tértek vissza.
1923-ban Šiauliai a harmadik legnépesebb város volt Kaunas és Klaipėda után.

## Gazdaság
A 19. századtól kezdve a település egy ipari központtá fejlődött. Az Orosz Birodalom idején a városnak volt a legnagyobb bőrgyára az egész birodalomban, amely Chaim Frenkel tulajdonában volt. 1938-ban a város állította elő a litván bőr 85%-át, a cipők 60%-át, a lenrost 75%-át és az édességek 35%-át.
A szovjet évek alatt a városban az elektronika (Nuklonas), a gépgyártás, a fafeldolgozás és az építőipar jelentős volt.
A 2005-ös adatok szerint a városban:
- 3195 db gyártó és szolgáltató vállalat
- 781 db kereskedelmi vállalat
- 30 db bevásárlóközpont van, köztük:
  - Akropolis, 2009 márciusában nyílt
  - Saulės Miestas, 2007 márciusában nyílt
  - Bruklinas, 2007 novemberében nyílt
  - Tilžė, 2008 februárjában nyílt
  - Arena, 2007 novemberében nyílt.

2020-ban megkezdődik Európa legnagyobb repülőgép-karbantartó és -javító központjának építése a Šiauliai nemzetközi repülőtér területén. A vállalat Airbus A320 és Boeing 737 típusú repülőgépeket fog javítani, valamint repülőgép-adminisztrációs és parkolási szolgáltatásokat is nyújt majd. A tervek szerint a létesítmény 1000 új munkahelyet hoz létre.

## Oktatás

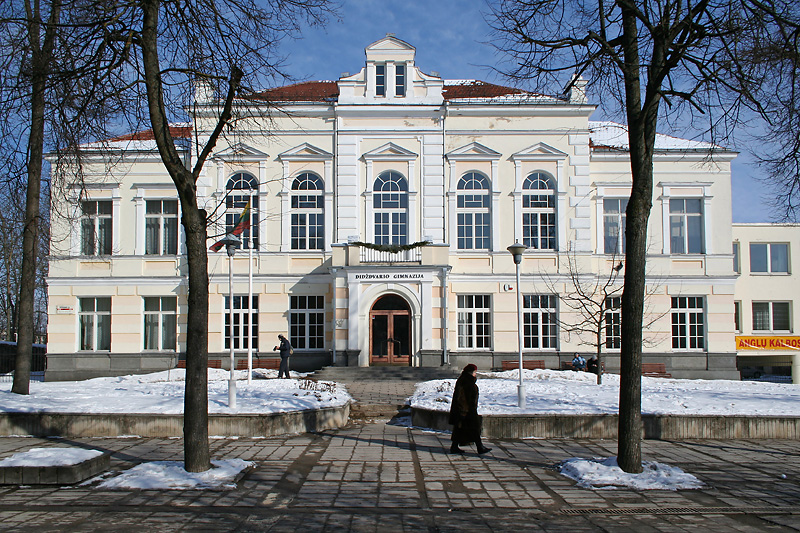
A Didždvaris Gimnázium

- A Didždvaris GimnáziumA Fiúgimázium (napjainkban Julius Janonis Gimnázium) 1851-ben nyílt
- A Leánygimnázium (napjainkban Didždvaris Gimnázium) 1898-ban nyílt
- A Zsidó Gimnázium 1920-ban nyílt
- A Šiauliai Tanárképző Szeminárium 1920-ban jött létre
- 1928-ban lett az általános iskolai oktatás kötelező
- A Vincas Kudirka általános iskola 1930-ban nyílt
- 1939-ben a Kereskedelmi Intézet Klaipėdából átköltözött a városba, így ez lett az első felsőoktatási intézmény Šiauliaiban
- 1948-ban alapították a Šiauliai Tanárképző Intézetet, amiből 1954-ben Pedagógiai Intézet lett, és 1996-ban, amikor a Kaunasi Politechnikai Intézet Šiauliai kara csatlakozott hozzá, létrejött a Šiauliai Egyetem.

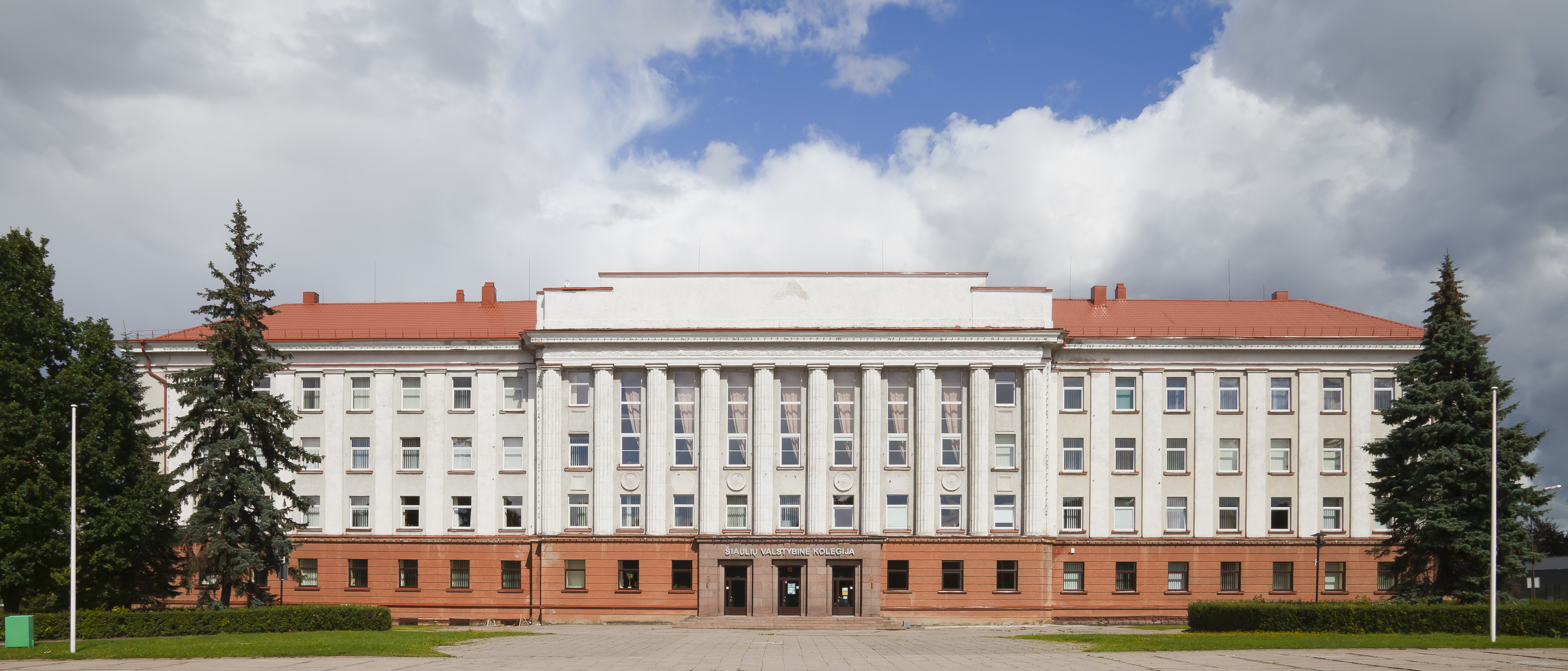
Šiauliai Állami Főiskola

2006-ban a tanulók száma a következő intézményekben:
- Šiauliai Egyetem - 10 440
- Šiauliai Főiskola - 2770
- Észak-Litvániai Főiskola - 700
- Menedzsment és Nyelvi Főiskola - 517
- Šiauliai Zeneiskola - 149
- Šiauliai Szakképzési Központ - 2663

A városban 8 gimnázium, 23 középiskola, 7 általános iskola, 9 nem formális gyermekoktatási intézmény és 29 óvoda működik. 2006-ban 21 000 diák tanult az iskolákban.

## Parkok

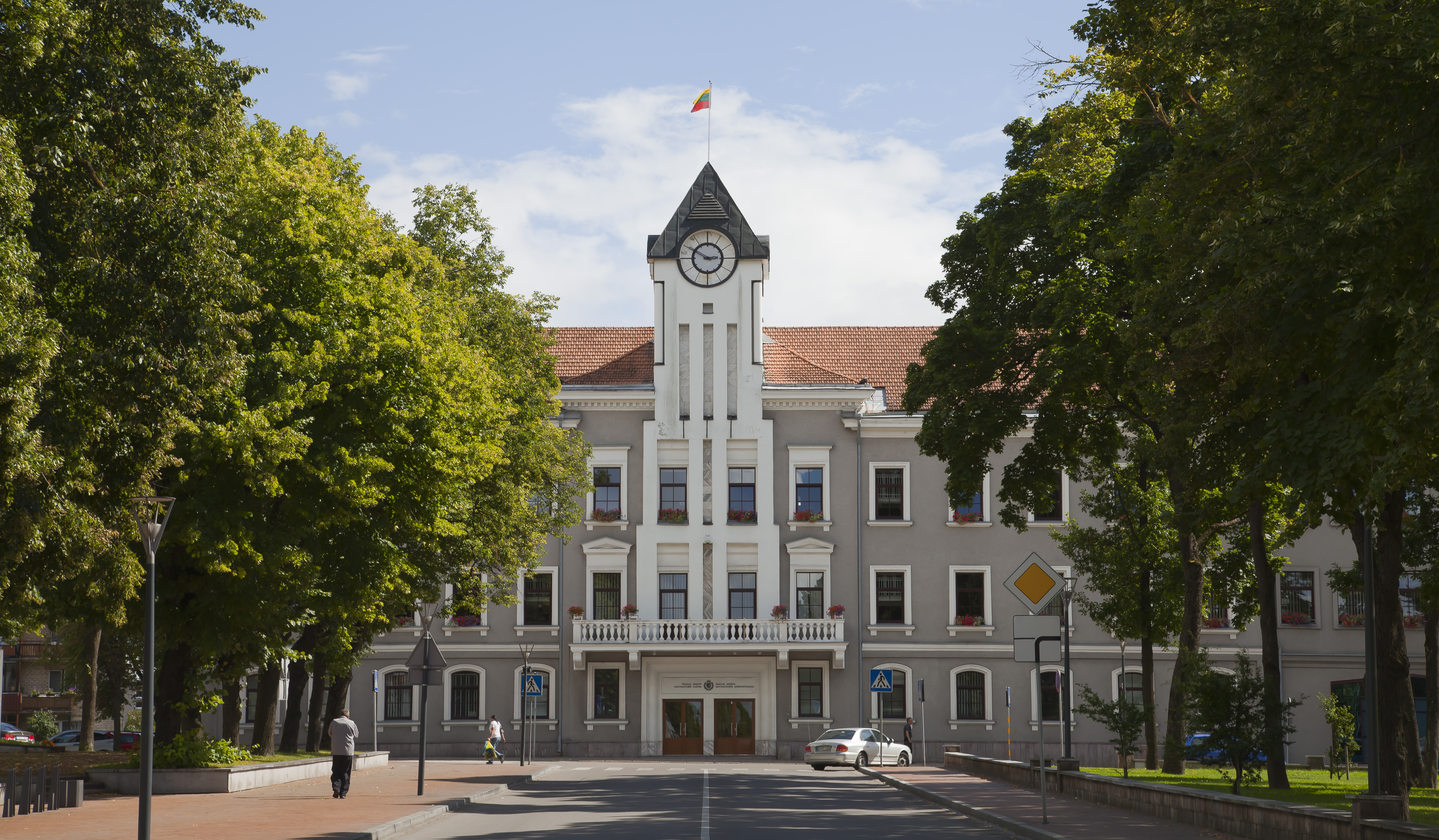
A városi önkormányzat épülete

A városi park létrehozását Anton Tyzenhausnak tulajdonítják, de lényegében Vladimir Zubov hozta létre. A 19. századi park téglalap alakú volt, és az angol stílusú, szabadon tervezett parkokhoz hasonlított. A polgárok egy csekély díj ellenében sétálhattak a parkban. 1931-ben a parkot hivatalosan Šiauliai város önkormányzatának adományozták.

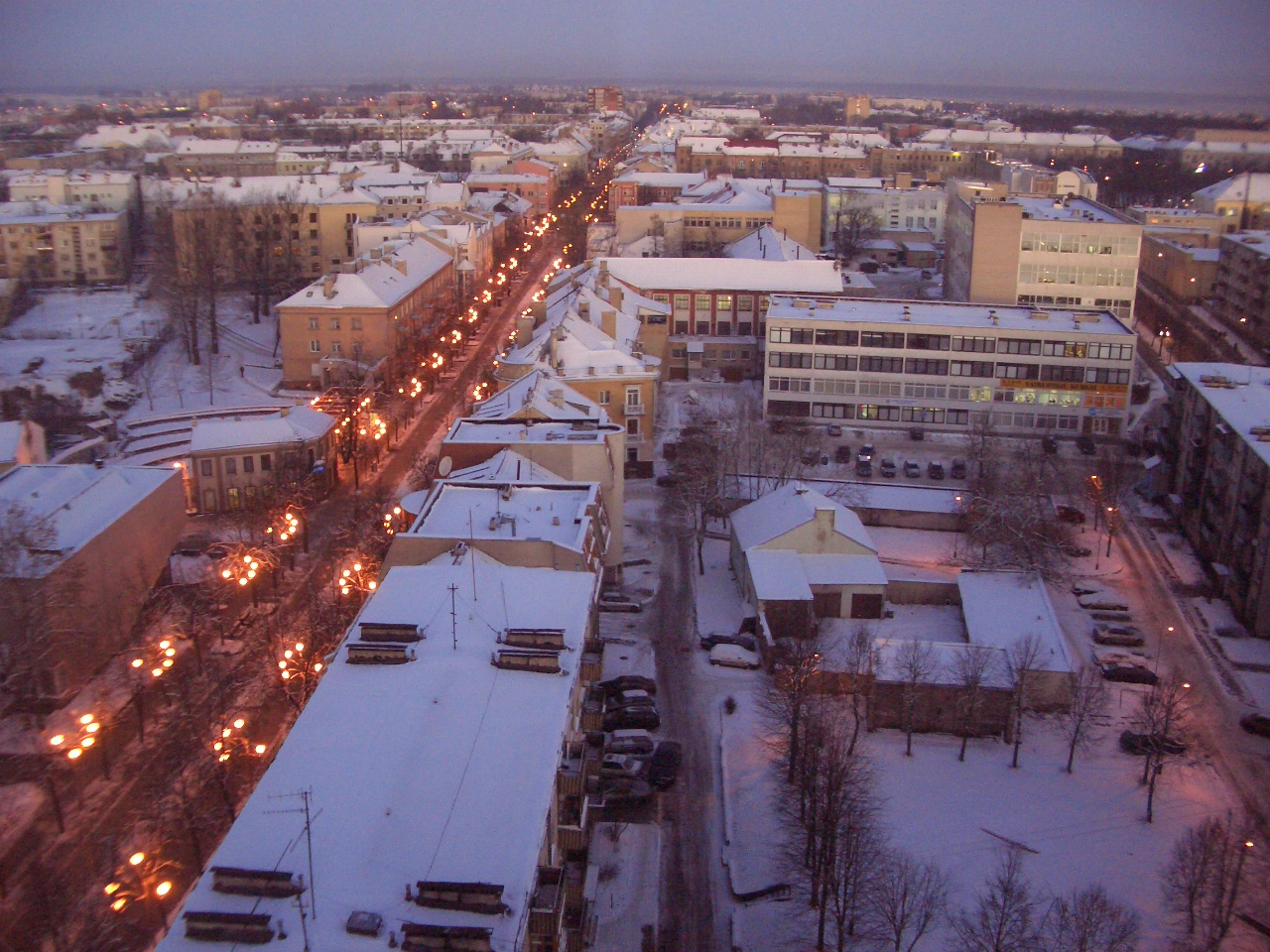
Šiauliai látképe

Šiauliai 16 parkkal rendelkezik, amelyek területe 1177 hektár.

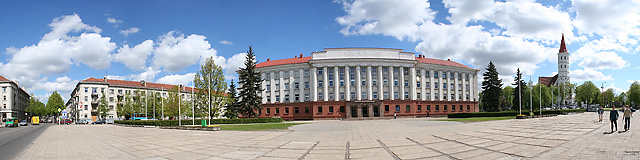
Siauliai főtere

## Közlekedés

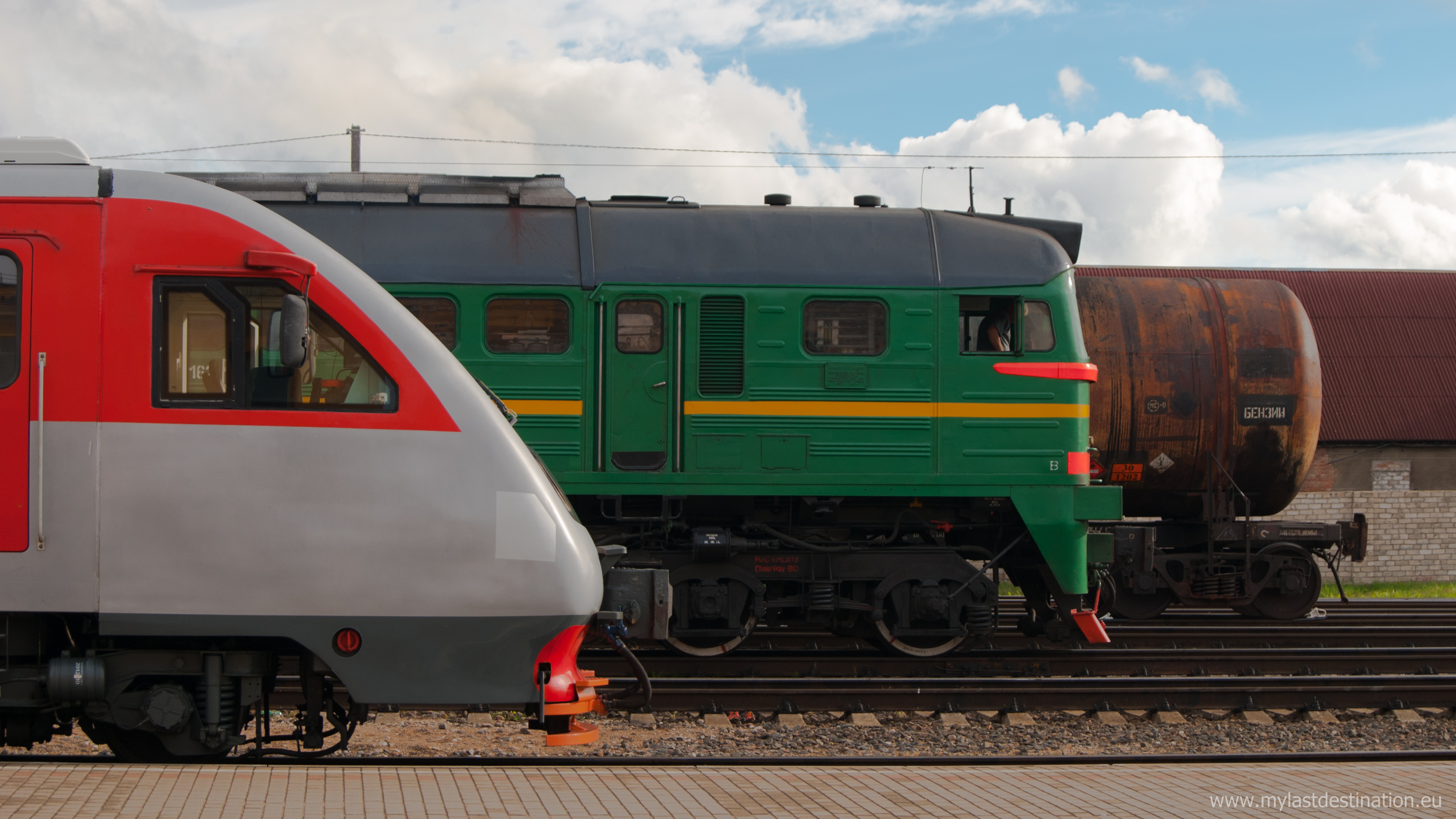
Vonatok a Šiauliai vasútállomáson

Šiauliai mindig is egy fontos közlekedési csomópont volt. A híres Saulei csata a Rigából Bubiai és Tauragė felé vezető kereskedelmi útvonal közelében zajlott. 1836-tól 1858-ig Riga és Tilsit között egy országút épült a város közelében. 1912 körül jelentek meg az első autók a város utcáin.
A településen áthaladó autópályák:
- A9 / E272 Šiauliai – Panevėžys
- A11 / E272 Šiauliai – Palanga
- A12 / E77 Riga – Šiauliai – Szovjetszk
- A város nyugati elkerülő útja az A18

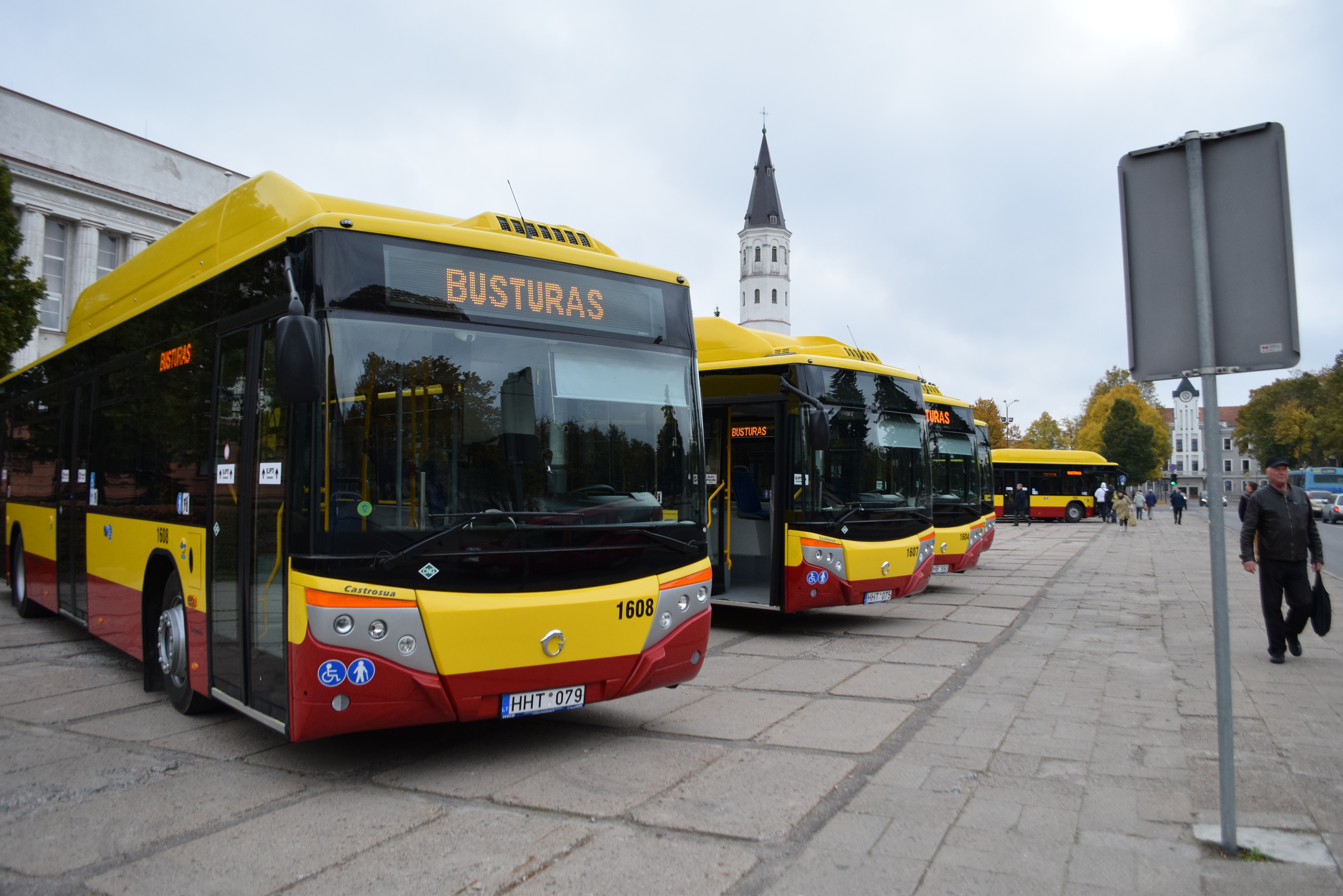
Šiauliaiban használt autóbuszok

2006-ban Šiauliai 297 kilométernyi úttal rendelkezett, amelyek 32%-a volt kavicsos felületű. A leghosszabb utcák a Tilžės utca 9,72 kilométerrel és a Vilnius utca 5,67 kilométerrel, amelyből 1,28 km sétálóutca.
1871-ben megépült a Liepāja-Romny vasútvonal. A Tilžė-Riga és a Šiauliai-Klaipėda vasútvonalak 1916-ban, illetve 1931-ben épültek. A városnak van egy vasútállomása.

Az amerikai légierő F-15C repülőgépe Šiauliaiban

1930-ban egy repülőteret építettek. A szovjet időszakban, 1961-ben kibővítették, és egy nagy, a szovjet légierő által használt bázissá fejlesztették. Ma a NATO katonai bázisa, és itt található a Šiauliai nemzetközi repülőtér.
Az első személyszállító vállalatot 1940-ben alapították Šiauliaiban. Az Autotrestas volt az, amely 29 busszal. 1944-ben az Autotrestas helyébe egy autóipari cég lépett. 1947-ben megjelent az első taxitársaság. Ezt követően, a növekvő népesség igényeinek kielégítése érdekében 1955-ben további autóbuszokkal és Taksomotorų Autoūkival bővült a kínálat. 2006-ban egy modern buszpályaudvar épült egy kereskedelmi központtal. A városban 27 városi járat közlekedik, a maximális számuk 29 lehetne.

## Média
1923-ban 170 telefon előfizető volt, míg 1937-ben már 700. 1936-ban a város egy telefonfülkét telepített.
1957-ben építettek egy tévétornyot. 1995-ben indult meg a kábeltévé kiépítése, 1998-tól pedig elkezdték telepíteni a kábeles internetet, 2003-tól optikai internetet. 2008-ban a városban 14 postahivatal működött.

## Sport

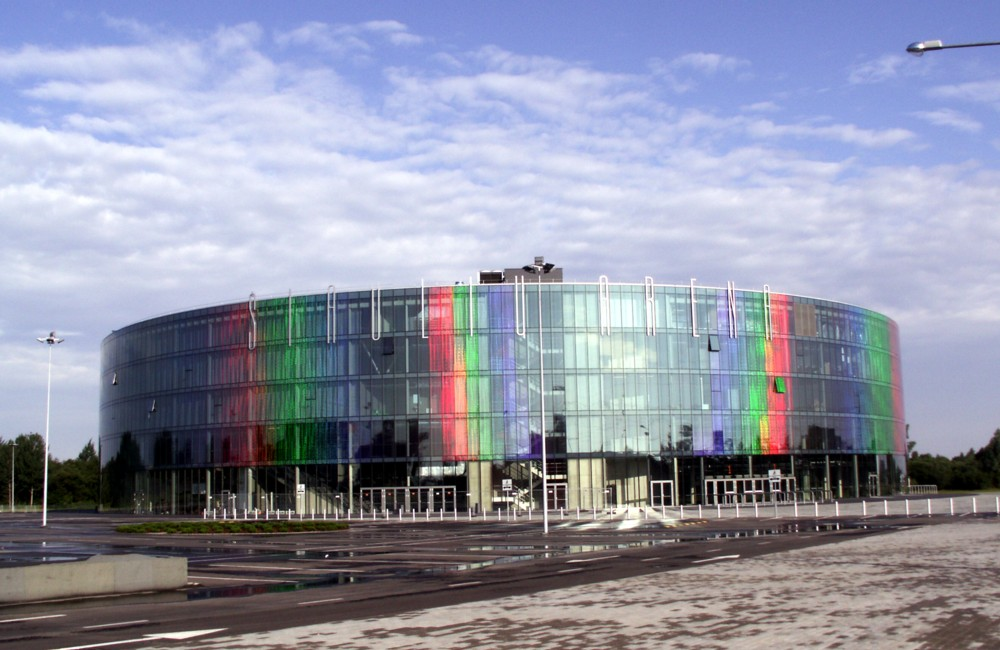
A Šiauliai Aréna

1924-ben jelent meg a labdarúgás Šiauliaiban. 1936-ban már 14 futballcsapat volt. Később más sportágakat is elkezdtek hivatásszerűen űzni a városban, egyebek között kosárlabdát, kézilabdát, rögbit, jégkorongot, atlétikát, kerékpározást, ökölvívást és más sportágakat. 2007. július 25-én, a 2011-es férfi kosárlabda-Európa-bajnokságra való felkészülés jegyében megnyitották a modern Šiauliai Arénát.

### Csapatok
| Csapat      | Sportág    | Bajnokság                                              | Stadion              |
| ----------- | ---------- | ------------------------------------------------------ | -------------------- |
| BC Šiauliai | Kosárlabda | LKL, Baltic Basketball League (BBL), Eurocup           | Šiauliai Aréna       |
| FK Šiauliai | Labdarugás | A litván labdarúgó-bajnokság (első osztály), az A lyga | Šiaulių stadionas    |
| FA Šiauliai | Labdarugás | A litván labdarúgó-bajnokság (első osztály), az A lyga | Šiaulių stadionas    |
| ABRO- Saulė | Kosárlabda |                                                        | Šiaulių sporto rūmai |
| RK Šiauliai | Kézilabda  | Lietuvos rankinio lyga (LRL)                           | Šiaulių sporto rūmai |
| RK Vairas   | Rögbi      | Lithuanian Rugby Championship                          | Zoknių stadionas     |
| RK Baltrex  | Rögbi      |                                                        | Talšos stadionas     |

## Testvérvárosok
Šiauliai testvérvárosai a következők:
| - Częstochowa, Lengyelország - Etten-Leur, Hollandia - Fredericia, Dánia - Jelgava, Lettország - Hmelnickij, Ukrajna | - Kristianstad, Svédország - Omaha, Amerikai Egyesült Államok - Pärnu, Észtország - Plauen, Németország |

## Jelentősége a popkultúrában
- Šiauliai Litvánia egyik kiinduló városa a Medieval II: Total War: Kingdoms című stratégiai játékban.[8]

## Fordítás
Ez a szócikk részben vagy egészben  a(z)   Šiauliai című angol Wikipédia-szócikk ezen változatának fordításán alapul.  Az eredeti cikk szerkesztőit annak laptörténete sorolja fel. Ez a jelzés csupán a megfogalmazás eredetét és a szerzői jogokat jelzi, nem szolgál a cikkben szereplő információk forrásmegjelöléseként.